# Бетаксолол

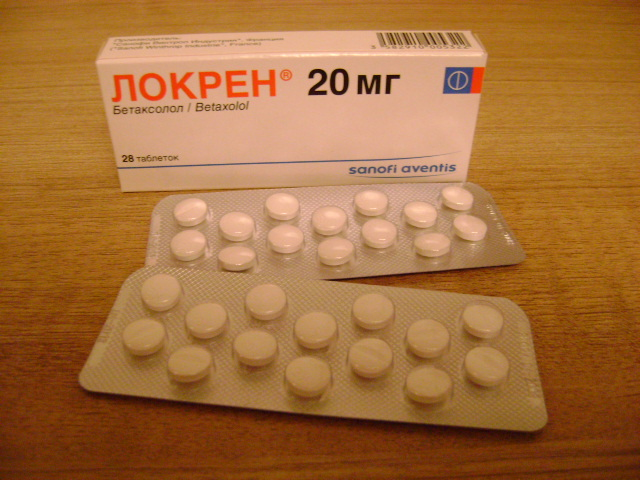
Препарат Локрен (производство Sanofi-Aventis)

Бетаксолол — кардиоселективный бета-1 адреноблокатор без внутренней симпатомиметической активности.

## Физические свойства
Бетаксолол (в виде гидрохлорида) — белый кристаллический порошок. Растворим в воде, этиловом спирте, метаноле и хлороформе.

## Фармакологическое действие
Кардиоселективный бета-1 адреноблокатор без внутренней симпатомиметической активности, имеет незначительную мембраностабилизирующую активность (в высоких дозах). Снижает чувствительность периферических тканей к катехоламинам, тормозит центральную симпатическую импульсацию, подавляет секрецию ренина. Оказывает гипотензивное действие, связанное со снижением минутного объема сердца и уменьшением симпатической стимуляции периферических сосудов, предупреждает повышение АД. Уменьшает ЧСС, снижает сократимость и потребность миокарда в кислороде (антиангинальный эффект), угнетает автоматизм синоатриального узла и возникновение эктопических очагов в предсердиях, AV соединении. Эффективная гипотензивная терапия сопровождается уменьшением массы миокарда левого желудочка и улучшением ряда показателей его сократительной способности. Предупреждает повышение АД в ответ на физическую нагрузку или стресс. Оказывает отрицательное хронотропное, инотропное, дромотропное и батмотропное действие. Эффективно снижает артериальное давление у пациентов с мягкой и умеренной гипертонией. При применении в терапевтических дозах бетаксолол не угнетает сердечную деятельность, не влияет на обмен глюкозы и липидов, не снижает уровня ЛПВП, не уменьшает бронхорасширяющего действия бета-адреномиметиков, не вызывает задержки в организме ионов натрия (не снижает экскрецию).

При местном применении в виде глазных капель понижает внутриглазное давление (как нормального, так и повышенного) за счет уменьшения продукции внутриглазной жидкости. Резорбтивное действие выражено минимально.

## Фармакокинетика
После приема внутрь более 95 % дозы бетаксолола быстро всасывается из желудочно-кишечного тракта. Биодоступность — 80-95 %. Cmax активного вещества в плазме крови достигается через 3-4 ч. Подвергается эффекту «первого прохождения» через печень. Метаболизируется в печени с образованием неактивных метаболитов (85 %). Связывание с белками плазмы составляет около 50 %. Vd — около 6 л/кг. T1/2 бетаксолола — 14-22 ч. Выводится почками (более 80 %) главным образом в виде метаболитов (15 % — в неизмененном виде). При нарушении функции печени T1/2 удлиняется на 33 % (коррекции дозы не требуется); при нарушении функции почек T1/2 — в 2 раза (необходимо снижение дозы), у пожилых пациентов составляет 30 ч. Проходит через ГЭБ, плацентарный барьер, проникает в материнское молоко.

## Применение

### Показания
Таблетки: артериальная гипертензия; стенокардия напряжения; акатизия, вызванная нейролептиками.

Глазные капли: открытоугольная глаукома, внутриглазная гипертензия, состояние после лазерной трабекулопластики, длительная гипотензивная терапия после оперативного офтальмологического вмешательства.

### Противопоказания
Гиперчувствительность, синусовая брадикардия (менее 45-50 уд./мин), синдром слабости синусного узла, AV блокада II—III степени, артериальная гипотензия (сАД ниже 100 мм рт. ст.), кардиогенный шок, острая и рефрактерная к лечению тяжелая сердечная недостаточность, тяжелая обструктивная дыхательная недостаточность.

### Особые указания
Применение в период беременности возможно только в случаях, когда предполагаемая польза для матери превышает возможный риск для плода или ребенка. На время лечения следует прекратить грудное вскармливание. В экспериментальных исследованиях не выявлено тератогенного действия бетаксолола. Однако клинические данные об эффективности и безопасности Бетаксолола у беременных женщин немногочисленны. 

Во время лечения возможно изменение результатов лабораторных исследований (ложноположительная реакция при проведении анализа на допинг, рост титра антинуклеарных антител и др.).

### С осторожностью
Хронические обструктивные заболевания легких, нестабильная стенокардия, склонность к брадикардии, AV блокада I степени, нарушение периферического кровообращения, сахарный диабет в стадии декомпенсации, гипогликемия, феохромоцитома, нарушения функции печени и почек, гипертиреоз, мышечная слабость, пожилой возраст, детский возраст (безопасность и эффективность не определены).

## Способ применения
Внутрь, утром. При артериальной гипертензии по 10 мг однократно. Если через 7-14 дней эффект недостаточен, дозу можно увеличить до 20 мг (под контролем ЧСС) и ещё через 1-2 нед до 40 мг в один прием. Для пациентов с нарушенной функцией почек, находящихся на диализе, и пожилых больных — начальная доза 5 мг, однократно, при необходимости увеличивается на 5 мг каждые 14 дней до 20 мг (не более). При прекращении лечения рекомендуют постепенное уменьшение дозы в течение 1-2 недель, особенно у больных ИБС, чтобы предупредить развитие синдрома отмены (вследствие вторичной активации симпатической системы).

Субконъюнктивально — инстилляции в конъюнктивальный мешок по 1 капле 2 раза в сутки (в течение первого месяца под контролем внутриглазного давления).

## Побочные действия
Таблетки: 
- Со стороны сердечно-сосудистой системы и крови (кроветворение, гемостаз): брадикардия, AV блокада, артериальная гипотензия, нарушение трофики миокарда, сердечная недостаточность, обострение перемежающейся хромоты, синдром Рейно.
- Со стороны органов ЖКТ: диспепсия, диарея, тошнота, сухость во рту, анорексия, рвота, запор, боль в животе.
- Со стороны респираторной системы: инфекции верхних дыхательных путей, диспноэ, кашель, одышка, бронхоспазм, дыхательная недостаточность.
- Со стороны мочеполовой системы: импотенция, дизурия, олигурия, протеинурия, отеки, цистит, почечная колика, снижение либидо, нарушение менструального цикла, боль и фиброзно-кистозные изменения молочной железы (у женщин), простатит, болезнь Пейрони.
- Со стороны нервной системы и органов чувств: астения, головная боль, головокружение, нарушения сна, кошмарные сновидения, беспокойство, депрессия, синкопе, расстройства чувствительности, парестезия, нейропатия; боль и шум в ушах, вестибулярные нарушения.
- Со стороны опорно-двигательного аппарата: артралгия, тендинит, миалгия.
- Со стороны кожных покровов: алопеция, псориазоподобные кожные проявления, гипертрихоз, пруриго.
- Прочие: аллергические реакции, анемия, лейкоцитоз, тромбоцитопения, повышение концентрации ЛДГ, печеночных ферментов (АСТ, АЛТ), гиперхолестеринемия, гипергликемия, гиперлипидемия, гиперурикемия, гипокалиемия, гипотермия, изменение массы тела, синдром отмены.

Глазные капли:
Кратковременный дискомфорт, иногда слезотечение — непосредственно после инстилляции; изредка — уменьшение чувствительности роговицы, эритема, зуд, пятнистая окрашенность роговицы, кератит, анизокория, светобоязнь. Побочные эффекты, вызванные резорбтивным действием препарата, встречаются крайне редко и выражены в минимальной степени: бессонница, депрессивный невроз, бронхообструкция.

## Передозировка
Симптомы: головокружение, брадикардия, аритмия, гипотензия, острая сердечная недостаточность, бронхоспазм, гипогликемия, судороги, в тяжелых случаях — коллапс.

Лечение: промывание желудка и назначение адсорбирующих средств; симптоматическое лечение: атропин (в/в 1-2 мг), бета-адреномиметики (изопреналин), седативные (диазепам, лоразепам), кардиотонические (добутамин, допамин, эпинефрин, норэпинефрин) препараты, глюкагон и другие ЛС. При блокаде сердца возможна трансвенозная стимуляция. Гемодиализ малоэффективен.

## Взаимодействие
При одновременном применении с адреномиметиками, производными ксантина уменьшается эффективность бетаксолола, с антацидами и противодиарейными средствами возможно уменьшение абсорбции бета-адреноблокаторов, с антигипертензивными средствами усиливается антигипертензивное действие, с галогеносодержащих средств для ингаляционного наркоза возможно усиление отрицательного инотропного действия, с недеполяризующих миорелаксантов возможно увеличение их длительности действия, с НПВС, ГКС уменьшается антигипертензивное действие бетаксолола, с сердечных гликозидов возможно усиление брадикардии, с трициклических антидепрессантов (имипрамина) снижается АД, возникает риск развития ортостатической гипотензии, с амиодарона, верапамила, дилтиазема, бета-адреноблокаторов для местного применения при глаукоме возможны усиление отрицательного инотропного действия и нарушения проводимости, с лидокаина повышается концентрация лидокаина в плазме крови, с препаратами, истощающими запасы катехоламинов (в том числе с резерпином), возможно усиление гипотензивного эффекта и брадикардии, с сульфасалазином повышается концентрация бетаксолола в плазме крови.